# Rotondo (isola)
Rotondo o Oblacich (in croato Obljak) è un isolotto disabitato della Croazia situato a sud dell'isola di Isto e a ovest di Melada.
Amministrativamente appartiene alla città di Zara, nella regione zaratina.

## Geografia
Rotondo si trova 1,4 km a ovest di Melada, a sud della punta Šibinjski rt, e 2,685 km a sudest di punta Benussi (rt Benuš) sull'isola di Isto. Nel punto più ravvicinato, punta Darchio (Artić) nel comune di Brevilacqua, dista dalla terraferma 26,2 km.
Rotondo è, in realtà, un isolotto di forma più ovale che tonda, un poco schiacciato longitudinalmente e orientato in direzione nordovest-sudest. Misura 300 m di lunghezza e 250 m di larghezza massima. Ha una superficie di 0,0583 km² e uno sviluppo costiero di 0,872 km. Al centro, raggiunge un'elevazione massima di 29 m s.l.m..

### Isole adiacenti
- Isolotto del Conte (Knežačić), isolotto ovale situato 1,55 km a nord di Rotondo.
- Tramerca (Tramerka), isolotto dalla forma irregolare situato 720 m a sudovest di Rotondo.
- Tramerca Piccolo (Tramerčica), isolotto trapezoidale situato 1,2 km a sud-sudest di Rotondo.

### Cartografia
- (HR) Mappa topografica della Croazia 1:25000, su preglednik.arkod.hr.